# Abdulla Yameen
Abdulla Yameen (Dhivehi: އަބްދުﷲ ޔާމީން) (Malé, 21 de mayo de 1959) es un político maldivo que ejerció el cargo de Presidente de la República de Maldivas desde 17 de noviembre de 2013 hasta el 17 de noviembre de 2018. Es medio hermano del antiguo líder autocrático del país, Maumoon Abdul Gayoom.
Como candidato del Partido Progresista de las Maldivas (PPM) obtuvo el cargo luego de haber participado en las elecciones de septiembre de 2013, logrando pasar a segunda vuelta contra el expresidente Mohamed Nasheed, del Partido Democrático de las Maldivas (MDP). Sin embargo, la elección fue anulada antes del desempate y debió retrasarse hasta noviembre. En la segunda elección, Nasheed y Yameen pasaron a segunda vuelta, con Yameen revirtiendo el resultado adverso de la primera vuelta y triunfando tras una estratégica alianza de último momento con el tercer candidato más votado, Qasim Ibrahim, del Partido Republicano (JP), recibiendo el 51.39% de los votos. Se convirtió en el segundo presidente democráticamente electo y asumió el cargo el 17 de noviembre, seis días después de lo constitucionalmente previsto debido al retraso electoral. En las elecciones parlamentarias que siguieron en marzo de 2014, la coalición oficialista, compuesta por el PPM, el JP y el islamista Partido Adhaalath (AP), obtuvo la victoria al lograr la mayoría en el Majlis del Pueblo con 49 de los 85 escaños, luego de que el presidente y vicepresidente previos de la Comisión Electoral fueran destituidos de su cargo y supuestamente reemplazados por partidarios del gobierno.
El mandato de Yameen como presidente se caracterizó por un persistente deterioro de las libertades civiles, iniciándose una fuerte persecución contra líderes de la oposición, imponiéndose la censura sobre los medios de comunicación, e incrementándose la presión gubernamental sobre el poder judicial. Sin embargo, el plano económico vio ciertos rendimientos positivos en la administración de Yameen. En los dos primeros años en el cargo, provocó una reducción sin precedentes del déficit presupuestario estatal de cifras dobles a casi el cinco por ciento, la posición fiscal más saludable que el país ha visto en décadas. En el plano exterior, buscando alejarse de las políticas exteriores tradicionales de Maldivas, que promovían una relación estrecha con la India, Yameen volteó sus expectativas a profundizar relaciones con la República Popular China. Entre 2015 y 2016, el gobierno chino realizó varias inversiones para obras de infraestructura. Una de las más destacables fue el "Puente de la Amistad China-Maldivas" (actualmente denominado Puente Sinamalé) que uniría la capital maldiva Malé con el atolón de Hulhulé. Estos acercamientos culminaron con la firma de un acuerdo de libre comercio en diciembre de 2017.
A partir de la segunda mitad del mandato, empezaron a surgir voces opositoras dentro del seno del propio gobierno y tanto el JP como el AP abandonaron la coalición oficialista. Una crisis entre Yameen y el líder de su partido, su medio hermano Gayoom, provocó el arresto de este último a principios de 2018 y un quiebre dentro del Partido Progresista. La posterior declaración del estado de emergencia y el arresto de dos jueces de la Corte Suprema provocaron que el JP, el AP y una facción disidente del Partido Progresista se aliaran con su antiguo enemigo, el Partido Democrático de las Maldivas, en la coalición "Oposición Unida de Maldivas" (MUO) bajo la candidatura del demócrata Ibrahim Mohamed Solih. En las elecciones de septiembre de 2018, con Yameen y Solih como únicos candidatos, la oposición logró una sorpresiva victoria con el 58.38% de los votos contra el 41.62% de Yameen. Solih fue declarado presidente electo y asumió el cargo el 17 de noviembre de 2018.

## Biografía

### Primeros años
Abdulla Yameen Abdul Gayoom nació el 21 de mayo de 1959 en Malé, la capital del entonces Sultanato de Maldivas (la República se declararía en 1968). Su padre, Abdul Qayyoom Ibrahim, era fiscal general. Su medio hermano mayor (algunas fuentes hablan él como su hermano) es Maumoon Abdul Gayoom, quien durante tres décadas, de 1978 a 2008, gobernó de manera autocrática como presidente en las Maldivas.
Yameen asistió a la Escuela Majeediyya en Malé y estudió en la Universidad Americana de Beirut y en la Claremont Graduate University.

### Carrera temprana
Fue el líder de la minoría del Majlis del Pueblo, las legislaturas de las Maldivas como miembro electo del Parlamento por cuatro períodos consecutivos a partir de 1993. Ha representado a distritos electorales en los atolones del sur de Miladhunmadulu y Mulaku. En este período Yameen se hizo cargo de las legislaciones claves que afectan a la esfera del comercio. Fue también observado en el Majlis del Pueblo como un fuerte defensor de la introducción del sistema multipartidista actual de la gobernanza democrática practicado en las Maldivas. También Yameen fue el principal impulsor de emancipar a la juventud mediante la reducción de la edad mínima para votar a 18 años. Como Presidente del Comité de Seguridad Nacional en el Majlis del Pueblo, Yameen supervisó la finalización con éxito de la legislación importante relacionada con la seguridad pública: como las leyes relacionadas con la lucha contra la violencia de pandillas y otros delitos violentos.
Además de su carrera política, pasó gran parte de su vida como organizador comunitario en Machchangolhi Ward (un distrito administrativo de Malé, Maldivas), donde se crio. Durante su mandato como Jefe de Machchangolhi Ward, el distrito recibió el reconocimiento por la celebración de eventos culturales y populares por la alta calidad de la educación impartida por la escuela privada en la comunidad Ahmadía. Después de unos años en la Alianza Popular (AP), un partido político que ayudó a formar, Yameen lo abandonó en 2010 en las discusiones para formar una fuerza política más amplia.

### Campañas electorales de 2013
En 2010, participó en la fundación, junto con su medio hermano Maumoon Abdul Gayoom, del Partido Progresista de las Maldivas (PPM), fuerza de carácter islamista moderada y derechista. Luego de la controvertida renuncia de Mohamed Nasheed tras un supuesto golpe de Estado en su contra en febrero de 2012, y su reemplazo por Mohamed Waheed, Gayyoom anunció el 25 de febrero de 2013 como líder del PPM que no buscaría una candidatura presidencial futura. Yameen fue, de este modo, el candidato favorito del partido y disputó una primaria interna contra Umar Naseer, recibiendo 13.096 votos de los afiliados del partido contra 7.450 de Naseer, habiendo 31.298 afiliados habilitados para votar. Aunque se indagó sobre el hecho de que Gayyoom ejerció algún tipo de influencia para favorecer a Yameen, el líder declaró que no apoyaría a ninguno de los dos candidatos durante la primaria y de hecho decidió no votar en la misma para demostrar su "neutralidad". Naseer reconoció el resultado de todas formas y Yameen fue declarado candidato presidencial del partido. Su compañero de fórmula y candidato a vicepresidente fue Mohamed Jameel Ahmed. En agosto de 2013, otro partido, la Alianza por el Desarrollo de Maldivas (MDA), anunció su apoyo a Yameen para las elecciones presidenciales.
Los tres candidatos contra los que Yameen debería competir serían el presidente titular Mohamed Waheed, presentado por el Partido Dhivehi Rayyithunge (DRP), el expresidente Mohamed Nasheed, presentado por el Partido Democrático de las Maldivas (MDP) y Qasim Ibrahim, del Partido Republicano (JP). Yameen no generó demasiadas expectativas durante la campaña, y se lo consideraba un candidato poco carismático, con un pasado ensombrecido por su relación sanguínea con el antiguo dictador del país. Se creía que la competencia seria de la elección se daría entre Nasheed, que confiaba en ganar en primera vuelta, y el presidente Waheed.
Las elecciones se realizaron el 7 de septiembre de 2013, en un sorpresivo giro de los acontecimientos, Nasheed obtuvo el 45.45% de los votos, sin el porcentaje constitucional requerido para ganar en primera vuelta. Ibrahim y Yameen se disputaron duramente la segunda minoría (y por lo tanto, la continuidad como contendiente en una eventual segunda vuelta) durante gran parte del conteo, hasta que Yameen logró superar por menos de 3.000 sufragios a Ibrahim, recibiendo un 25.35% de los votos contra el 24.07% del candidato del JP, accediendo al desempate contra Nasheed. Waheed, considerado inicialmente como el principal contendiente detrás de Nasheed, obtuvo un decepcionante resultado con el 5.13% restante, en lo que fue considerado "el porcentaje más bajo jamás obtenido por un presidente incumbente en el mundo".
Se programó el desempate para el 28 de septiembre. Sin embargo, un día antes del mismo, el Tribunal Superior anuló la primera vuelta, al considerar que habían votado en ella personas no habilitadas, fallecidas o menores de edad, ordenando una repetición total de los comicios. Debido a su abrumadora derrota, Waheed se retiró de la repetición electoral, por lo que la elección ahora sería a tres bandas entre Nasheed, Yameen e Ibrahim. La repetición se realizó el 9 de noviembre. Nasheed y Yameen lograron capitalizar con éxito la retirada de Waheed, incrementando sus porcentajes a 46.93% y 29.72% respectivamente, perdiendo Ibrahim unos 2.000 votos y recibiendo el 23.35% restante. El presidente electo debía asumir, por constitución, sus funciones el 11 de noviembre, pero la necesidad de una segunda vuelta entre Yameen y Nasheed y la insistencia del primero en que necesitaba más días para que se realizara una campaña coherente, llevó a que el desempate tuviera lugar en desfase constitucional, el 16 de noviembre. Luego de conseguir el apoyo estratégico de Ibrahim a cambio de una cantidad de puestos en su gobierno, Yameen obtuvo una ínfima victoria con el 51.39% contra el 48.61% de Nasheed. El expresidente admitió la derrota pero señaló el escaso margen de 6.000 votantes que lo separaba del presidente electo, recordándole al nuevo gobierno que "la mitad del país aún sigue con nosotros". Yameen asumió como presidente de Maldivas el 17 de noviembre, casi una semana después de lo constitucionalmente requerido.

## Presidencia

### Primeros meses
Tras su juramentación, Yameen anunció que uno de los principales objetivos de la nueva coalición gobernante serían traer nuevamente el Islam a la vida política y afirmó que su triunfo significaba "una victoria que Alá concedió para nuestra religión y una gran bendición para nuestra querida nación". Su llegada al poder coincidió con un retroceso significativo en diversas libertades civiles y un viraje casi inmediato en la política exterior. Si bien el 2 de diciembre de 2013 Yameen realizó su primera visita oficial a la India, país con el que Maldivas tenía sus lazos más estrechos, comenzó rápidamente a fortalecer los lazos con la República Popular China. Al día de asumir Yameen, el gobierno chino anunció un préstamo de $8.2 millones para "la realización de proyectos de desarrollo y el avance de los servicios públicos" al gobierno maldivo. El 28 de enero de 2014, el gobierno chino, a través de su embajador Wang Fukang, anunció la intención de construir al menos 1.500 unidades de vivienda en las Maldivas.
En enero de 2014, el Majlis del Pueblo aprobó con 67 votos a favor y 2 en contra un proyecto de ley que criminalizaba parcialmente la violación conyugal (en caso de que la mujer hubiera pedido el divorcio, estuvieran separados de hecho, o si el marido sufría una enfermedad de transmisión sexual), pero el proyecto fue vetado por Yameen el 16 de enero, bajo el alegato de que se trataba de una ley "no islámica", lo cual le granjeó una amplia condena internacional. Durante los primeros meses de la administración de Yameen, el retorno a una política de islamización social se hizo visible cuando se reintrodujo la enseñanza del idioma árabe y el estudio obligatorio del Corán en las escuelas del país. Aunque durante su campaña Yameen se había comprometido a introducir la pena de muerte según lo dictado por la sharia, finalmente esto no se dio por falta de apoyo legislativo. El 2 de febrero, durante un discurso en conmemoración a la conversión de Maldivas al islam, Yameen instó a sus ciudadanos a "luchar en contra de elementos extranjeros que buscan debilitar nuestra fe".

### Elecciones parlamentarias
El 22 de marzo de 2014 debían realizarse elecciones parlamentarias para renovar, por un período de cinco años, los 85 escaños del Majlis del Pueblo, legislativo unicameral maldivo. Sería el primer desafío electoral que el nuevo gobierno debería afrontar. El PPM se repartió las distintas circunscripciones uninominales con los demás partidos dentro de la alianza gobernante, y poco antes de las elecciones, el Tribuna Supremo destituyó al presidente y al vicepresidente de la Comisión Electoral, acusándolos de desacato a la judicatura. El opositor MDP denunció esta medida como un intento de manipular las elecciones, pero de todas maneras decidió concurrir. Durante la campaña, Yameen se comprometió a fortalecer los sectores de salud y educación, mientras que Gayyoom dirigió la campaña oficialista, solicitando su apoyo al pueblo maldivo para "hacer efectivo el desarrollo y progreso de la nación maldiva". Con una participación del 77.92%, el MDP fue el partido más votado con un 40.78% de los votos, pero el PPM fue el partido que recibió más escaños debido al gerrymandering, obteniendo 33 bancas contra 26 del MDP con solo el 27.72%. La alianza oficialista (entre el PPM, el JP y la MDA) recibió el 45.31% del total de votos válidos y una mayoría absoluta de 53 escaños. Después de las elecciones, tres diputados independientes electos y uno del MDP se unieron al PPM, dándole a la alianza oficialista una mayoría de dos tercios con 57 escaños, suficientes para modificar la constitución.

### Resumen de gobierno

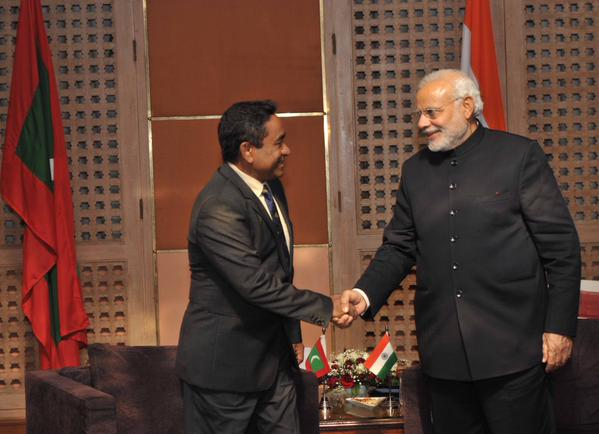
Yameen durante una visita de estado a Nueva Delhi, India, junto al primer ministro Narendra Modi.

Durante su mandato, Yameen destacó por el viraje, en materia de política exterior, en favor de la República Popular China, en detrimento de las relaciones estrechas que hasta el momento mantenía el país con la India y los países occidentales. Esto llevó a que el gobierno chino buscara el favor del gobierno de Yameen mediante inversiones. El proyecto Puente de Amistad China-Maldivas (ahora oficialmente nombrado como Puente Sinamalé), que se lanzó en 2015, fue el primero de su tipo en las Maldivas. Tendría 1,4 kilómetros de largo y 20 metros de ancho, y uniría el extremo este de Malé con la esquina occidental de la isla Hulhulé, donde se encuentra el Aeropuerto Internacional Velana. Proporcionaría un carril para vehículos de cuatro ruedas y un carril para motocicletas en ambos lados. También hay un carril para peatones en ambos lados. La construcción del puente comenzó en 2016 y luego de completarse a mediados de 2018, ayudó notoriamente a mejorar el transporte interinsular y el desarrollo económico en la región al proporcionar una conexión terrestre confiable para locales y turistas entre la capital, Male, el aeropuerto, y la nueva ciudad de Hulhumalé. Yameen inauguró el puente SinaMalé el 30 de agosto de 2018.
Se esperaba que la expansión de la entrada principal del país, el Aeropuerto Internacional de Velana, se complete en el segundo trimestre de 2018. El proyecto ampliará y aumentará la capacidad del aeropuerto para manejar más pasajeros y aviones. Este ambicioso proyecto consiste en una granja de combustible con una capacidad de almacenamiento de 45 millones de litros y un complejo de carga con capacidad para manejar 120,000 toneladas, un nuevo Código F de 3.400 metros de largo, 60 metros de ancho de pista que puede atender a El avión más grande, como Antonov An-225 y Airbus A380.y una nueva terminal de pasajeros. Una vez finalizada, la pista existente se convertirá en una calle de rodaje, lo que reducirá el tiempo de respuesta de los aviones en el aeropuerto. La nueva terminal aumentaría la capacidad de atender a alrededor de 8 millones de pasajeros de la tasa actual de 1,5 millones de pasajeros al año. La nueva terminal internacional de pasajeros contaba de una superficie construida de 78.000 metros cuadrados, cuarenta mostradores de verificación de salida, treinta y ocho mostradores de inmigración, doce embarcaderos y seis puentes aéreos.
La ciudad de Hulhumalé también experimentó desarrollo bajo la supervisión de Yameen. El nuevo terreno requerido para la Fase II de Hulhumalé se recuperó a principios de 2014 y, desde entonces, se ha desarrollado rápidamente en diversos puntos, como la construcción de carreteras y otras infraestructuras necesarias. Yameen también dio inicio un gran proyecto de vivienda llamado 'Hiyaa' para proporcionar refugio a un estimado de 100.000 personas. El proyecto en la segunda fase del desarrollo de Hulhumalé contemplará la construcción de 10.080 unidades de vivienda.
En el campo de la salud, Yameen, que en su campaña electoral se había comprometido a centrarse en dicha problemática, inició como uno de sus proyectos más ambiciosos la construcción del Hospital Dharumavantha, de veinticinco pisos. Dicho edificio contó con una sección totalmente equipada y cerrada para almacenar productos químicos volátiles. Otras instalaciones que se planearon incluir en el edificio incluyen un gimnasio, un centro de hidroterapia, una suite de rehabilitación, un centro de cuidado infantil y una piscina. Dos pisos del nuevo y moderno hospital fueron designados para la facultad de medicina. Dicha construcción constituyó la primera ocasión en la historia del país en la que el colegio médico de un estado como Maldivas cumplió con los estándares internacionales.

### Purgas políticas y crisis de 2015
Pocos meses después de haber cumplido su primer año de gobierno, a inicios de 2015, la administración de Yameen comenzó a recibir críticas internacionales, acusado de violar el estado de derecho. En febrero de ese año, Nasheed fue nuevamente arrestado y se le ordenó presentarse en juicio. El 13 de marzo de 2015, Nasheed fue condenado a trece años en la prisión de Maafushi por "secuestrar" a Abdulla Mohamed. Fue acusado en virtud de la Ley Antiterrorista de Maldivas. El banco de tres jueces lo declaró culpable por unanimidad de ordenar el arresto de Abdulla Mohamed en enero de 2012, cuando ocupó el cargo de presidente. El fallo se produjo cuatro días después de que los abogados de Nasheed renunciaran en protesta contra lo que llamaron un juicio parcial destinado a destruir su carrera política. Originalmente fue absuelto de la acusación, pero unos días después, el fiscal general hizo que lo acusaran de nuevo y lo arrestaron de conformidad con las estrictas leyes contra el terrorismo. El director de Amnistía Internacional para Asia y el Pacífico, Richard Bennett, dijo: "Amnistía Internacional condena la sentencia de Mohamed Nasheed a 13 años de cárcel por jueces que fueron testigos estatales durante una investigación anterior de este caso. Este juicio ha sido defectuoso de principio a fin, y la condena es errónea".
La sentencia de Nasheed no solo afectó políticamente a Yameen en el plano exterior y en sus relaciones con la oposición. Internamente, comenzaron a gestarse rechazos dentro del gobierno. Durante la primera mitad del año 2015, en lo que se consideró una purga política, varios ministros del gobierno de Yameen o antiguos dirigentes durante el régimen de Gayyoom fueron destituidos y detenidos bajo acusaciones de traición, golpismo, o terrorismo, y condenados en juicios que fueron rechazados como políticamente motivados por la oposición y la comunidad internacional. La crisis alcanzó su punto máximo cuando el vicepresidente Mohamed Jameel Ahmed denunció que Yameen estaba socavando el estado de derecho y lo acusó de dejarlo de lado en varias decisiones gubernamentales desde su elección. El 22 de julio de 2015, el gobierno realizó un proceso de juicio político contra Jameel, en el cual la oposición mostró cierto colaboracionismo, siendo acusado de intentar orquestar un golpe de Estado contra el gobierno para asumir la presidencia. El proceso culminó con la destitución de Jameel y su reemplazo por el hasta entonces Ministro de Turismo, Ahmed Adeeb.
Sin embargo, la vicepresidencia de Adeeb fue corta. El 28 de septiembre de ese mismo año, se produjo una explosión a bordo del yate presidencial 'Finifenmaa' que transportaba a Yameen y su esposa junto con altos funcionarios del gobierno de la isla del aeropuerto Hulhulé, ya que estaba a punto de atracar en el muelle presidencial, Izzuddeen Faalan, en Malé. Yameen escapó ileso, pero la primera dama, un ayudante presidencial y un guardaespaldas resultaron heridos. La primera dama sufrió fracturas menores en la columna vertebral y fue hospitalizada durante más de un mes. Tras el incidente, los funcionarios del gobierno presentaron informes contradictorios sobre la causa de la explosión. Aunque los funcionarios del gobierno señalaron inicialmente una falla mecánica como una causa probable, más tarde afirmaron que un equipo internacional de investigadores del FBI de Estados Unidos, Arabia Saudita, Australia y Sri Lanka descartaron esta teoría. El gobierno declaró el incidente como un intento de asesinato.
Más tarde, el FBI refutó esta afirmación, afirmando que no habían encontrado pruebas concluyentes que sugirieran que la explosión fue el resultado de un dispositivo explosivo. Un funcionario de Sri Lanka sin nombre que sugirió que la explosión fue el resultado de una "explosión explosiva alta" no proporcionó más detalles, y aunque la comisión local de investigación de Maldivas citó a investigadores saudíes que dijeron que había signos de RDX, no proporcionaron pruebas que apoyaran esa afirmación, ni los funcionarios saudíes confirmaron esta conclusión. Se anunció posteriormente que las investigaciones revelaron que el vicepresidente, algunos funcionarios gubernamentales y soldados habían estado involucrados. Más tarde, todos fueron declarados culpables y acusados de alta traición y terrorismo, lo que les llevó a ser condenados a prisión. Se descubrió que el vicepresidente Adeeb había adquirido ilegalmente armas de fuego para intentar un golpe de Estado eliminando a altos funcionarios del gobierno, así como ideado el plan de la bomba al ordenar y sobornar a unos pocos soldados para que colocaran un IED en el yate y destruyeran las pruebas tan pronto como el yate fuera tomado para su investigación tras la explosión.
Aunque el FBI rechazó esta afirmación, alegando que no existían pruebas reales que involucraran a Adeeb, el vicepresidente fue arrestado por la policía el 24 de octubre y posteriormente sometido a un nuevo proceso de juicio político. El 4 de noviembre, Yameen declaró el estado de emergencia, y Adeeb fue destituido por el Majlis al día siguiente. El cargo de vicepresidente permaneció vacante durante varios meses hasta que el 22 de junio de 2016 asumió Abdulla Jihad, quien permanecería en el cargo por el resto de la presidencia de Yameen.

### Último año y derrota electoral
Desde 2017, Yameen se enemistó con su medio hermano y líder del PPM Gayyoom por sus diferencias en diversos asuntos. Gayyoom había comenzado a tener conversaciones con varios líderes de la oposición, incluyendo Nasheed, con el objetivo de trabajar juntos para propiciar el fin del gobierno de Yameen. Varios diputados oficialistas comenzaron a retirarse de la coalición gobernante a finales de 2017, en protesta por el persistente deterioro de las libertades civiles y el aumento de las detenciones arbitrarias de funcionarios descontentos. La mayoría fueron arrestados después de su deserción. Simultáneamente, Yameen tuvo un conflicto con el poder judicial, luego de que el 1 de febrero de 2018, este anulara la sentencia de Nasheed y otros ocho políticos, y ordenara la rehabilitación en sus cargos de doce diputados opositores destituidos. A pesar de declarar inicialmente que acataría la decisión de la judicatura, el 4 de febrero, Yameen solicitó al Tribunal que reviera su dictamen, bajo la alegación de que podría socavar la supremacía de la constitución. La respuesta negativa del Tribunal motivó a una nueva purga, y el 5 de febrero dos jueces del Tribunal Supremo y el expresidente Gayyoom fueron arrestados. Al día siguiente, Yameen declaró el estado de emergencia durante quince días. En el exilio desde 2016, Nasheed solicitó a la India y a los Estados Unidos que intervinieran militarmente en Maldivas para deponer a Yameen y que restauraran las libertades constitucionales. Aunque tal petición no prosperó, los gobiernos interpelados emitieron una protesta formal contra el gobierno maldivo por los arrestos.
La oposición maldiva comenzó a reorganizarse durante el año 2018 de cara a las inminentes elecciones presidenciales, en las cuales Yameen buscaría un segundo y último mandato. Aunque Nasheed inicialmente consideró presentarse como candidato del MDP, la clara certeza de que la Comisión Electoral rechazaría su candidatura lo convenció de declinar en favor de Ibrahim Mohamed Solih, otro dirigente de larga data del partido. Luego de que el Partido Progresista anunciara la nueva candidatura de Yameen, una parte del partido se dividió para formar el "Partido Progresista de las Maldivas - Movimiento para la Reforma", liderado por Gayyoom desde la cárcel. Este partido se alió con el MDP y apoyó la candidatura de Solih. El Partido Republicano y el Partido de la Justicia, antes también aliados de Yameen, declararon su apoyo a Solih, formándose la alianza "Oposición Unida de Maldivas" o MUO. Debido a esto, solo dos candidatos (Solih y Yameen) disputaron las elecciones, eliminando la idea de una segunda vuelta.
Yameen hizo campaña centrándose en el desarrollo económico bajo su gobierno y apeló al islamismo con el objetivo de "cotejar el voto religioso", acusando reiteradamente a la oposición de estar financiada por sacerdotes cristianos. En el plano de la política exterior, propuso continuar con el viraje que su gobierno había realizado en favor de las relaciones con la República Popular China, contrario a la política tradicional maldiva de tener fuertes vínculos con la India. El gobierno maldivo había firmado con China un acuerdo de libre comercio y luego recibió inversiones chinas para proyectos de infraestructura. Yameen también se burló de la alianza opositora, compuesta por partidos políticos muy diferentes entre sí, con ideologías tan contrarias como el islamismo y el socioliberalismo, y se refirió a ellos varias veces como la "Coalición Cóctel", cuestionando qué plan de gobierno conjunto podrían tener. Unos días antes de las elecciones, Yameen prometió construir viviendas para todos los ciudadanos, así como desechar las multas por infracciones de tránsito y facturas de servicios públicos. Varios cientos de prisioneros también fueron liberados días antes de la votación.
Por su parte, Solih basó su campaña en la restauración de las libertades constitucionales, parcialmente suspendidas por un estado de emergencia impuesto por Yameen a principios de ese año. Luego de oír el apodo con el que Yameen se refería a su alianza, Solih se apropió de la metáfora del "cóctel" para referirse al debate pluralista de ideas y el aporte que estas podían producir, declarando sobre su posible gobierno: "Creo que tendrá muchos sabores y muchos colores, será como cuando un cóctel es mezclado. Cuando alguien lo bebe, se sienten refrescados y lo quieren por segunda vez". En el plano de la política exterior, siguiendo el rumbo que habían tomado las Maldivas durante sus anteriores gobiernos, propuso restaurar sus estrechos vínculos históricos con la India, en contraposición a lo propuesto por Yameen.
Antes de las elecciones, había preocupaciones sobre la manipulación de votos por parte del gobierno, ya que Yameen había nombrado a uno de sus partidarios, Ahmed Shareef, como jefe de la Comisión Electoral. A los observadores internacionales se les prohibió monitorear las elecciones y los medios de comunicación extranjeros estaban fuertemente restringidos. La policía allanó la sede del Partido Democrático de las Maldivas el día antes de las elecciones, alegando que había una investigación sobre "distribuir dinero para comprar votos". La redada fue condenada por los gobiernos estadounidense y británico. La Unión Europea había dicho que no enviaría observadores electorales porque Maldivas no había cumplido con las condiciones básicas para el monitoreo, y Estados Unidos había amenazado con sancionar a los funcionarios maldivos si las elecciones no eran libres y justas. El presidente Yameen había restringido previamente a los observadores de ver las boletas individuales, y había designado a 107 miembros del partido gobernante PPM para administrar y contar la votación.
Los comicios se realizaron el 23 de septiembre con una repentina y aplastante victoria para Solih, que recibió el 58.38% de los votos contra el 41.62% de Yameen. Aunque se temió que Yameen pudiera ejecutar un autogolpe de estado para permanecer en el poder, el presidente aceptó la derrota al constatarse los resultados y reconoció a Solih como presidente electo.